# David Stockenreitner
David Stockenreitner (* 1990 in Villach) ist ein österreichischer Kabarettist.

## Leben
David Stockenreitner kam zwei Monate zu früh zur Welt. Sein linkes Bein und sein rechter Arm funktionieren aufgrund der Frühgeburt nur eingeschränkt, seine körperliche Behinderung thematisiert er auch in seinen Programmen.
Nach der Matura am CHS Villach zog er 2012 nach Wien und begann ein Studium der Theater-, Film- und Medienwissenschaft, im selben Jahr begann er mit dem Kabarett. 2018 war er einer der Gewinner der Kabarett Talente Show im Rahmen des Wiener Kabarettfestivals. 2019 präsentierte er sein Kabarett-Solodebüt Down, 2020 folgte das Programm Kabarett ist tot gemeinsam mit Vitus Wieser. 2022 gewann er den Goldenen Besen beim Stuttgarter Besen. Mitte April 2023 feierte er mit dem Soloprogramm El Disablo – Ein Krüppelspiel Premiere. Im Juni 2023 trat er beim Donauinselfest im ORF-III-Kulturzelt auf.
Im ORF war er unter anderem in der von Hosea Ratschiller präsentierten Sendung Pratersterne sowie als Mitglied des Rateteams von Was gibt es Neues? zu sehen, außerdem auf Sky Comedy im Quatsch Comedy Club und auf Comedy Central Deutschland in Stand Up 3000 und der Roast Battle sowie im Juli 2023 im Vereinsheim Schwabing.

## Programme
- 2019: Down, Soloprogramm[8]
- 2020: Kabarett ist tot, gemeinsam mit Vitus Wieser[7][8]
- 2023: El Disablo – Ein Krüppelspiel Soloprogramm[9]

## Auszeichnungen
- 2016: Gewinner des Bruno Gironcoli Preis der Stadt Villach[2]
- 2018: Gewinner des Wiener Kabarettfestivals[6]
- 2019: Gewinner des 1. Comedy Slam Klagenfurt[2]
- 2019: Finalist im Quatsch Comedy Club Hot Shot[2]
- 2020: Gewinner des Salzburger Sprösslings[2]
- 2022: Stuttgarter Besen – Auszeichnung mit dem Goldenen Besen[1]
- 2023: Rostocker Koggenzieher (Silber)
- 2023: Gewinner des 40. Passauer Scharfrichterbeils[12][13]